# Veilige Gedemilitariseerde Grenszone

De grens tussen Soedan en Zuid-Soedan. Zuid-Soedan verkreeg in 2011 na een decennialange burgeroorlog onafhankelijkheid van Soedan.

De Veilige Gedemilitariseerde Grenszone, Engels: Safe Demilitarized Border Zone, afgekort tot SDBZ, is een twintig kilometer brede strook pal op de 2010 kilometer lange grens tussen Soedan en Zuid-Soedan waarvan beide landen in 2011 overeen waren gekomen ze te demilitariseren. De enige uitzondering is het zogenaamde 14-mijlsgebied in het westen dat op vraag van Soedan was toegevoegd aan de SDBZ en waar al lang twee bevolkingsgroepen ruziën over graasland.
Het instellen van een gedemilitariseerde zone werd overeengekomen in de akkoorden van juni 2011 en moest gebeuren op basis van een kaart die door de Afrikaanse Unie was getekend. Het Gezamenlijk Grenstoezichtsmechanisme moest met de hulp van de speciaal hiertoe versterkte UNISFA-vredesmacht van de Verenigde Naties toezien op de demilitarisatie van de grenszone. Op 8 maart 2013 kwamen Soedan en Zuid-Soedan een uitvoeringsplan overeen om de akkoorden in de praktijk te brengen en de troepen terug te trekken, maar na de initiële terugtrekkingen werden later weer nieuwe troepen naar de grenszone gestuurd.
Soedan en Zuid-Soedan waren akkoord over vier vijfde van de grenslijn, maar door onenigheid over de rest lag de officiële grens tussen de twee landen, en dus ook de middenlijn van de SDBZ, eind 2013 nog steeds niet vast. Daardoor bleef de SDBZ in feite dode letter, en ook het toezichtsmechanisme stond bij gebrek aan veiligheidstroepen nog niet op punt. Enkel vanuit de lucht werd al gecontroleerd. De Afrikaanse Unie had een Technisch Team van het Grensprogramma opgezet om een tijdelijke middenlijn te bepalen, maar die werd tegengewerkt door de lokale bevolking, die liever niet afgesneden van bescherming door het eigen leger woonde. Op 22 november 2013 trok het SPLA zich terug uit het toezichtsmechanisme tot de middenlijn van de SDBZ was bepaald. Eind 2013 was van demilitarisatie nog geen sprake en bleven grensincidenten schering en inslag.